# Verbal Remixes & Collaborations
Verbal Remixes & Collaborations et un mini-album produit par le dj Amon Tobin paru en 2003 sur le label Ninja Tune.
Ce disque est construit sur divers remix du titre Verbal extrait de l'album Out From Out Where paru l'année précédente. Chaque titre est un inédit, fruit d'une collaboration avec d'autres artistes ou remix original.
L'influence de chaque musicien est bien visible, prolongeant le style d'Amon Tobin et relevant parfois plus de la performance musicale que du tube pour dancefloor. Certains morceaux font même penser à des battles de scratch où ils sortent complètement déconstruits et donnent un mélange de trip hop, de hip-hop, de downtempo et de drum and bass.
L'album admet une piste vidéo QuickTime du titre Verbal.

## Liste des titres
| No | Titre                                       | Durée |
| -- | ------------------------------------------- | ----- |
| 1. | Untitled (with Kid Koala)                   | 5:40  |
| 2. | I'll Have The Waldorf Salad (with Bonobo)   | 6:28  |
| 3. | Hot Korean Moms (with P-Love)               | 5:06  |
| 4. | Ten Piece Metric Wrench Set (with Steinski) | 5:41  |
| 5. | Ownage (with Doubleclick)                   | 6:32  |
| 6. | Verbal (Prefuse 73 remix)                   | 3:13  |
| 7. | Verbal (Topogigio remix)                    | 3:58  |
| 8. | Verbal (Kid 606 remix)                      | 4:39  |
| 9. | Verbal (Boom Bip remix)                     | 5:11  |

- Verbal (vidéo)